# Farès Naânaâ
Farès Naânaâ, né le 25 septembre 1975 à Tunis, est un acteur, réalisateur et producteur tunisien.

## Biographie
Il étudie à l'Institut supérieur d'art dramatique de Tunis, puis intègre l'Institut maghrébin du cinéma de Tunis, où il obtient son diplôme en réalisation audiovisuelle en 1996.
À partir de 1997, Farès Naânaâ exerce différentes fonctions en tant qu'assistant réalisateur, producteur, producteur exécutif et acteur dans des courts métrages et séries télévisées. Il est notamment assistant réalisateur sur le film Satin rouge de Raja Amari en 2001 puis sur le film Le Soleil assassiné d'Abdelkrim Bahloul en 2003.
Son premier court métrage, Casting pour un mariage, est sélectionné dans plusieurs festivals : les Journées cinématographiques de Carthage en Tunisie en 2004, le Festival panafricain du cinéma et de la télévision de Ouagadougou au Burkina Faso et le Festival international du film de Mons en Belgique en 2006. Il reçoit le premier prix au Festival méditerranéen du court métrage de Tanger au Maroc en 2005.
En 2008, Farès Naânaâ se fait connaître du public tunisien grâce à son rôle de Mourad Néji dans la série télévisée Maktoub.
Par ailleurs, il réalise et produit plusieurs spots publicitaires et films institutionnels ainsi qu'un documentaire intitulé Les Femmes tunisiennes et la participation dans le processus de démocratisation.
De 2010 à 2012, il produit l'émission Memnou Al Rjel (Interdit aux hommes), diffusée sur Nessma.
En 2015, Farès Naânaâ réalise son premier long métrage, Les Frontières du ciel, avec les acteurs Lotfi Abdelli et Anissa Daoud. Le film est retenu aux sélections officielles du Festival international du film de Dubaï et des Journées cinématographiques de Carthage.

## Réalisateur

### Longs métrages
- 2015 : Les Frontières du ciel[4]

### Courts métrages
- 2004 : Casting pour un mariage
- 2006 : Qui a tué le prince charmant ?
- 2007 : Coup de cœur[5]

## Acteur

### Cinéma
- 2004 : Casting pour un mariage de Farès Naânaâ et Ibrahim Letaïef
- 2004 : Visa d'Ibrahim Letaïef
- 2006 : Le Bonheur ? de Mohamed Ben Becher
- 2006 : Il faut que je leur dise d'Amel Smaoui

### Télévision
- 2008-2014 : Maktoub de Sami Fehri : Mourad Néji

### Émissions
- 2014 : Dhawakna (épisode 7) sur Telvza TV